# Arturo Kruuse
Arturo Kruuse (Viedma, 11 de octubre de 1897-Zapala, 11 de octubre de 1976) fue un piloto de automovilismo de Argentina, ganó la primera carrera de TC que se realizó entre Argentina y Chile, carrera que se hizo en el año 1935, corrió con su Plymouth 1934. Lo apodaban el “Indio Rubio”.
Durante el Gran Premio Internacional, después de haber cruzado la Cordillera de los Andes marcha atrás, ya que se le había roto la caja de cambios, llegó triunfante a Florencio Varela (Provincia de Buenos Aires).
En otra carrera entre Buenos Aires y Caracas, su auto se desbarrancó por un camino de montaña en Perú. Se quebró las dos piernas y luego de enyesarlas siguió corriendo hasta el final de la competencia.
Ya alejado de las competencias automovilísticas, fue Intendente de la ciudad de Zapala, Neuquén. Hoy un barrio de la ciudad lleva su nombre.

## Historia
Nacido en Viedma (Río Negro) hijo de inmigrantes daneses, fue uno de los primeros ídolos populares del automovilismo argentino. 
Apodado "El Indio Rubio", debutó en 1927 y su más grande triunfo lo obtuvo en el Gran Premio Internacional a Chile de 1935 con Plymouth, que le valió el título de Campeón Argentino. Su última presentación fue en la Vuelta a la América del Sud de 1948, con un abandono a raíz de un vuelco en el recorrido hacia Caracas y con el 12º lugar que consiguió en el retorno a Buenos Aires.
Su apodo se debía a sus hazañas automovilísticas y a su origen patagónico, porque la gente de Buenos Aires creía que al ser de allí debía de tener rasgos de indígena y se sorprendieron cuando lo empezaron a conocer porque tenía el cabello rubio y rasgos nórdicos. 
Se radicó en Zapala junto a su esposa y restauró aquel Plymouth 34, convirtiéndolo en un auto de calle. El lunes 11 de octubre de 1976 cumplía 79 años. Luego de las celebraciones familiares se dirigía a la iglesia junto a su esposa, Juana Arze Ramos de Kruuse, y conduciendo el auto protagonista de la hazaña de 1935, un camión arrolló al auto, matando instantáneamente a Kruuse y a su esposa.
La familia Kruuse donó los restos del Plymouth al Museo del Automovilismo Juan Manuel Fangio de Balcarce, el cual lo ha restaurado por completo.
El Plymouth 1934 hoy es exhibido en el museo de Juan Manuel Fangio en la ciudad de Balcarce.